# Nyårsdagen
Nyårsdagen är kalenderårets första dag. Den gregorianska kalenderns nutida placering, 1 januari, härrör från romarna, som år 153 f.Kr. förlade konsulernas tillträde till denna dag (tidigare började det romerska året den 1 mars, vilket är förklaringen till att det är just februari som blir en dag längre i händelse av skottår).
Efter att 25 december började firas som Jesu födelsedag blev 1 januari åttonde dagen efter födelsedagen, vilket är den dag judiska barn namnges och omskärs. I samband med andra konciliet i Tours år 567 beslutades att en omskärelsemässa skulle hållas till minne av det. Därför kom 1 januari att kallas omskärelsefest. Temat i Svenska kyrkan den här dagen är "I Jesu namn".
Det var först under högmedeltiden som den 1 januari åter slog igenom som nyårsdag inom västkyrkan, dock inte överallt ens i Västeuropa. Dagen har dock alltid räknats som årets första enligt den gregorianska kalendern, som fastställdes under 1500-talet i de katolska länderna och som de protestantiska länderna anpassade sig till under 1600- och 1700-talen. Denna kalender har under 1900-talet även tagits över i sekulära sammanhang i det ortodoxt kristna Östeuropa. Enligt den gammelnordiska kalendern sågs man året som tudelat vinterhalvåret och sommarhalvåret. Vinterhalvåret markeras i runkalendern inledas den 14 oktober, på den så kallade Calixtusdagen Motsvarande börjar sommarhalvåret den 14 april på Tiburtiusdagen
I andra delar av världen firas nyår vid andra tider på året, exempelvis vid vårdagjämningen.

## Nyårsfirande
Övergången till det nya året firas av många människor. Nyårsdagen inleds normalt med fyrverkerier.
Nyårskonserten från Wien och backhoppningstävlingen i Garmisch-Partenkirchen är två berömda traditioner på nyårsdagen varje år.

## Några nyårsdatum enligt andra kalendrar
Inom parentes anges årtal om datumet förändras med åren i förhållande till den gregorianska kalendern
- Afghanistan - 20 mars (*), Nouruz
- Antikens Rom - 1 mars
- Assyrien - 1 april (år 6754)
- Bahá'í - 20 mars (*) (år 163) Nouruz
- Berber - 12 januari 2004, (berbiskt år 2954)
- Buddhism - 7 januari (2004; buddhistiskt år 2547) eller 13–14 april (buddhistiskt år 2547) beroende på ursprung, kultur och etnisk bakgrund i olika länder
  - Tibetanskt nyår 21 februari (2004), Losar
- Etiopisk - 11 september (år 1997), 1 Maskaram
- Hinduism - 14 april (2004), Vaisakhi (Solkalender)
- Indien - 22 mars (2005)
- Iran - 20 mars (*), Nouruz (år 1399)
- Islam - 26 november (år 1425 E.H.), Al Hijra, se hijra
- Jainism - 5 november (år  2529), 26 oktober, (år 2530)
- Japan - 1–3 januari 2003
- Judendom - 1 tishri (september/oktober), se Rosh hashana
- Kina - dels 1 januari, dels vårfestivalen, det traditionella kinesiska nyåret, någon gång i januari-februari (olika från år till år)
- Koptisk-ortodoxa kyrkan - 11 september 2004 (år 1721)
- Kristendom - 1 januari (gregoriansk kalender, huvudsakligen katolska och protestantiska länder), samt 14 januari (2004) (juliansk kalender, huvudsakligen grekisk- och rysk-ortodoxa länder samt Serbien och Bosnien (Republika Srpska ), i sekulära sammanhang firas dock numera nyår enligt den gregorianska kalendern även i dessa länder)
- Kurder - 20 mars (*), Nouruz (år 2710)
- Sikhism - 14 mars 2004 (Nanakshahi-eran 536 börjar), Vaisakhi
- Sydkorea - 22 januari 2004
- Tadzjikistan  - 20 mars (*), Nouruz
- Thailand - 1 april 2004, Song Kran
- Vietnam - 22 januari 2004
- Zoroastrism - 20 mars (*), Nouruz (år 1374 A.Y.)

(*) Då man firar Nouruz vid solens exakta position vid vårdagjämningen, kan nyåret inträffa 20, 21 eller 22 mars.

## Andra firanden den 1 januari
Den anglikanska kyrkan och den lutherska kyrkan firar högtiden för Kristi omskärelse den 1 januari, baserat på tron att Jesus föddes den 25 december, skulle hans omskärelse enligt hebreisk tradition ha ägt rum på hans åttonde dag vid livet (1 januari). Den romersk-katolska kyrkan firar däremot numera den här dagen högtidligheten för Maria, Guds moders högtid som också är en helig skyldighetsdag. I USA är nyårsdagen en Postal Holiday, då levereras ingen vanlig post i hela landet. 
Johann Sebastian Bach skapade flera kyrkliga kantater:
- Singet dem Herrn ein neues Lied, BWV 190, 1 januari 1724
- Jesu, nun sei gepreiset, BWV 41, 1 januari 1725
- Herr Gott, dich loben wir, BWV 16, 1 januari 1726
- Gott, wie dein Name, so ist auch dein Ruhm, BWV 171, 1 januari 1729(?)
- Fallt mit Danken, fallt mit Loben, 1 januari 1735 (Christmas Oratorio Part IV)

## Svenska kyrkan
Söndagens tema enligt 2003 års evangeliebok är I Jesu namn. De bibeltexter som används för att belysa dagens tema är:
| Första årgången                                                   | Andra årgången                                              | Tredje årgången                                                             | Psaltarpsalm  |
| Fjärde Moseboken 6:22–27 Romarbrevet 10:9–13 Lukasevangeliet 2:21 | Jesaja 49:13–16 Hebreerbrevet 13:5–8 Lukasevangeliet 13:6–9 | Klagovisorna 3:22–26 Apostlagärningarna 10:42–43 Johannesevangeliet 2:23-25 | Psaltaren 121 |